# Porto de Praia Mole
O Porto de Praia Mole é um Terminal Privativo e de Uso Misto (TPS), localizado na Ponta de Tubarão, na porção norte da baía do Espírito Santo, entre os municípios de Vitória e Serra.

## Características
O TPS é um condomínio, isto é, pertence a mais de uma empresa, e é gerido por um Conselho Diretivo, constituído por representantes da alta direção das empresas ArcelorMittal Tubarão, Usiminas e Gerdau açominas, denominadas empresas consorciadas.
As operações no TPS foram iniciadas no ano de 1984 e, desde então, já foram exportados aproximadamente 124,7 milhões de toneladas de produtos siderúrgicos. O TPS opera com Produtos Siderúrgicos das três empresas que constituem o condomínio e outras cargas de terceiros, tais como: bobinas, chapas, granito, tubos, etc.
No seu programa de exportação, cada proprietária é totalmente dependente do TPS. A ArcelorMittal exporta via TPS 60% (sessenta por cento) de sua produção, enquanto a Gerdau Açominas exporta 42% (quarenta e dois por cento) e a Usiminas 16% (dezesseis por cento).
As principais estruturas que compõem o TPS atualmente são os galpões e pátios para armazenamento dos produtos, os berços de atracação dos navios e os prédios administrativos das empresas que operam o Terminal. Ainda há um trecho de linha férrea, ligado à ferrovia Vitória-Minas, por onde chegam as cargas das empresas localizadas no Estado de Minas Gerais (Usiminas e Gerdau Açominas).
O acesso ao porto de Praia Mole é feito pelo mesmo canal de acesso ao porto de Tubarão. O canal tem uma profundidade de 22 metros e possui uma largura de 280 metros. Apenas um navio de cada vez é autorizado a trafegar no canal.